# Weekly Economist
Ne doit pas être confondu avec The Economist.
Le Weekly Economist (週刋エコノミスト, Shūkan ekonomisuto), plus connu au Japon sous le nom Economist (エコノミスト), est un hebdomadaire japonais consacré à l'économie et édité par le groupe Mainichi Shinbunsha. Le magazine est publié pour la première fois en mars 1923 par l'Ōsaka Mainichi Shinbun (l'un des deux journaux qui sont à l'origine du Mainichi Shinbun actuel). En 2012, le prix d'un numéro est de 600 yens. L'objectif affiché du journal est d'étudier l'économie d'un point de vue global et d'établir des perspectives pour l'économie japonaise.

## Sources
- Site officiel (ci-dessous)
- Christopher H. Sterling, Encyclopedia of Journalism, volume 3, SAGE Publications, 2009, p. 810  (ISBN 9780761929574)